# Barmer Ersatzkasse
Die Barmer Ersatzkasse (Kurzbezeichnung: Barmer; Eigenschreibweise: BARMER) ist eine deutsche Krankenkasse aus der Gruppe der Ersatzkassen. Im April 2023 hatte sie 8,7 Millionen Versicherte. Als Teil der gesetzlichen Krankenversicherung ist die Barmer Ersatzkasse eine Körperschaft des öffentlichen Rechts mit Selbstverwaltung. Sie ist Mitglied im Verband der Ersatzkassen (vdek).
Die neue Barmer Ersatzkasse entstand am 1. Januar 2017 durch die Integration der Deutschen BKK in die Barmer GEK. Die Barmer GEK entstand am 1. Januar 2010 aus der Fusion der am 27. Oktober 1884 errichteten Barmer Ersatzkasse (BEK) und der am 4. Mai 1878 gegründeten Gmünder Ersatzkasse (GEK).
Der Sitz der Barmer Ersatzkasse ist Berlin. Sie verfügt über 348 Geschäftsstellen.

## Geschichte

### 1867–1990
Im Jahr 1912 entstand aus dem 1867 gegründeten Kaufmännischen Verein für Handlungsgehilfen in Barmen, der späteren Krankenkasse für Handelsangestellte in Barmen e. H. (eingetragene Hilfskasse; 1904) und der am 27. Oktober 1884 gegründeten Krankenkasse des Vereins junger Kaufleute in Görlitz (Mutterkasse genannt, Basis für Jubiläumsdaten), deren amtliche Zulassung als Ersatzkasse 1914 folgte, die ursprüngliche Barmer Ersatzkasse. Zur Zeit der Gründung war Barmen eine selbstständige Großstadt.
Als eine Tochtergesellschaft der Barmer wurde 1922 die Barmenia Versicherungsbank für Mittelstand und Beamte VaG zu Barmen als private Krankenversicherung gegründet. Das Unternehmen fusionierte im Jahr 1931 mit der Gewerbekrankenkasse zu Leipzig und bot bald auch andere Versicherungsleistungen außer Krankenhilfe an.

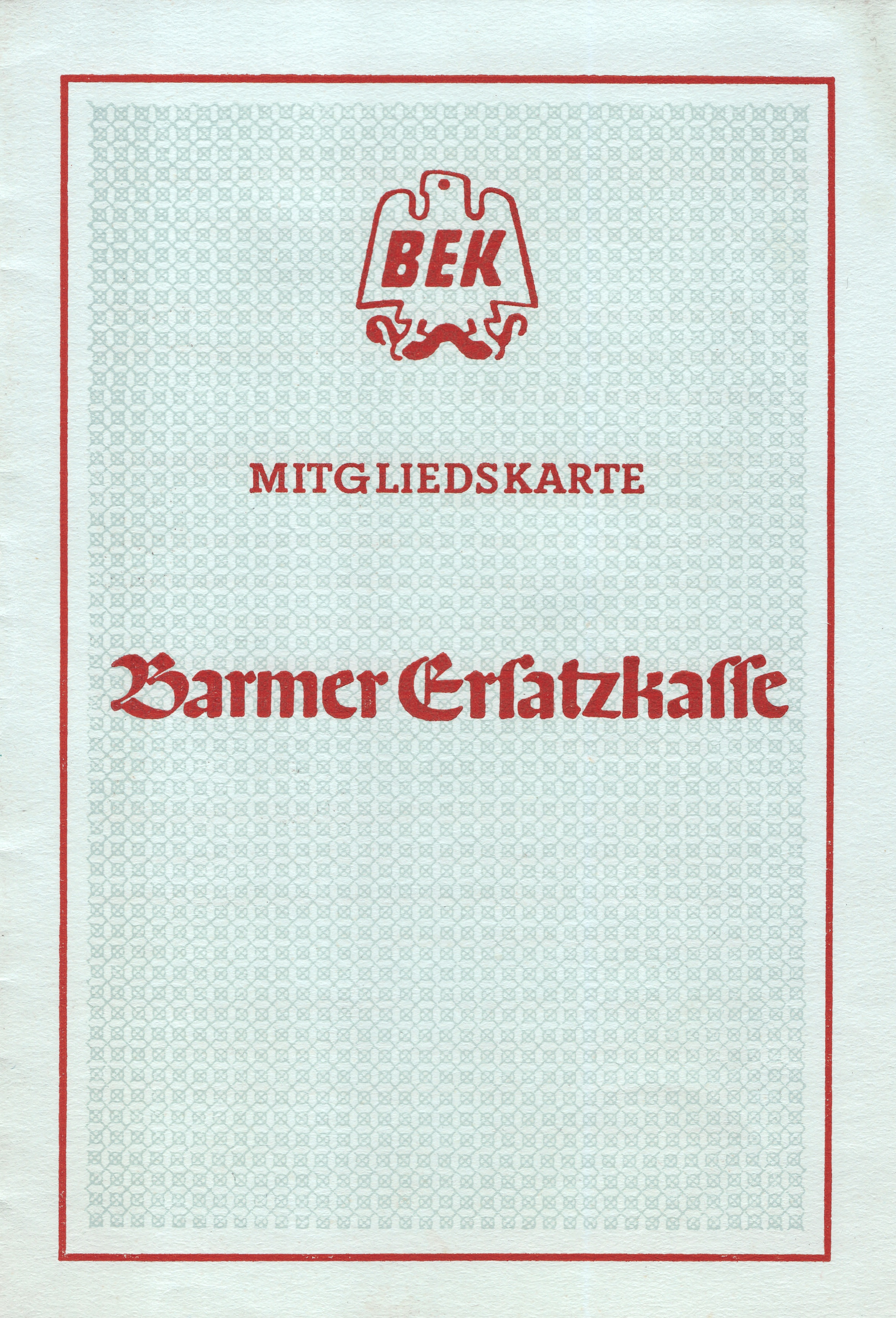
Mitgliedskarte, 1955

Die Kasse verlegte 1932 ihre Hauptverwaltung nach Berlin in die Lindenstraße (heute Axel-Springer-Straße). Nachdem die Gebäude durch Kriegseinwirkung stark beschädigt worden waren, siedelte sich die Hauptverwaltung der Barmer zunächst im ostwestfälischen Nieheim und Bad Hermannsborn an, kehrte 1956 nach Wuppertal-Barmen zurück. Hinzu kam ein Neubau, der an den inzwischen denkmalgeschützten Bereich angegliedert wurde. Beide bilden den Gebäudekomplex Ort der Erinnerung. Die damals rund 7,2 Millionen Versicherten der Barmer wurden von ca. 19.500 Mitarbeitern in rund eintausend Geschäftsstellen und der Zentrale in Wuppertal betreut. Die Barmer war eine der größten Krankenkassen in Deutschland und Europa.

### Seit 1990
Am 1. Januar 2010 fusionierten die Barmer und die am 4. Mai 1878 gegründete Gmünder Ersatzkasse (GEK) zur Barmer GEK. Die Zentralverwaltungen der beiden Vorgängerkassen in Wuppertal (ca. 1700 Mitarbeiter) und Schwäbisch Gmünd (ca. 800 Mitarbeiter) blieben auch nach der Fusion die administrativen Hauptsitze. 2014 gab es rund 690 Geschäftsstellen bundesweit.
2014 teilte die Barmer GEK mit, dass die Zahl der Geschäftsstellen bis 2018 auf rund 400 reduziert werden und gleichzeitig in den Aufbau der Telefon- und Onlineservices investiert werden soll. Mit einer Neuausrichtung der Organisationsstruktur soll demnach auch der Personalbestand mittelfristig um 3.500 Stellen reduziert werden, so dass rund 11.500 Vollzeitstellen verbleiben sollen.
Am 2. März 2016 teilten die Deutsche BKK und die Barmer GEK mit, dass sie einen Vereinigungsvertrag zwecks Zusammenschluss per 1. Januar 2017 unterzeichnet haben. Am 1. Januar 2017 fusionierten beide Krankenkassen zur neuen Barmer Ersatzkasse mit der Kurzbezeichnung Barmer.

## Unternehmensstruktur

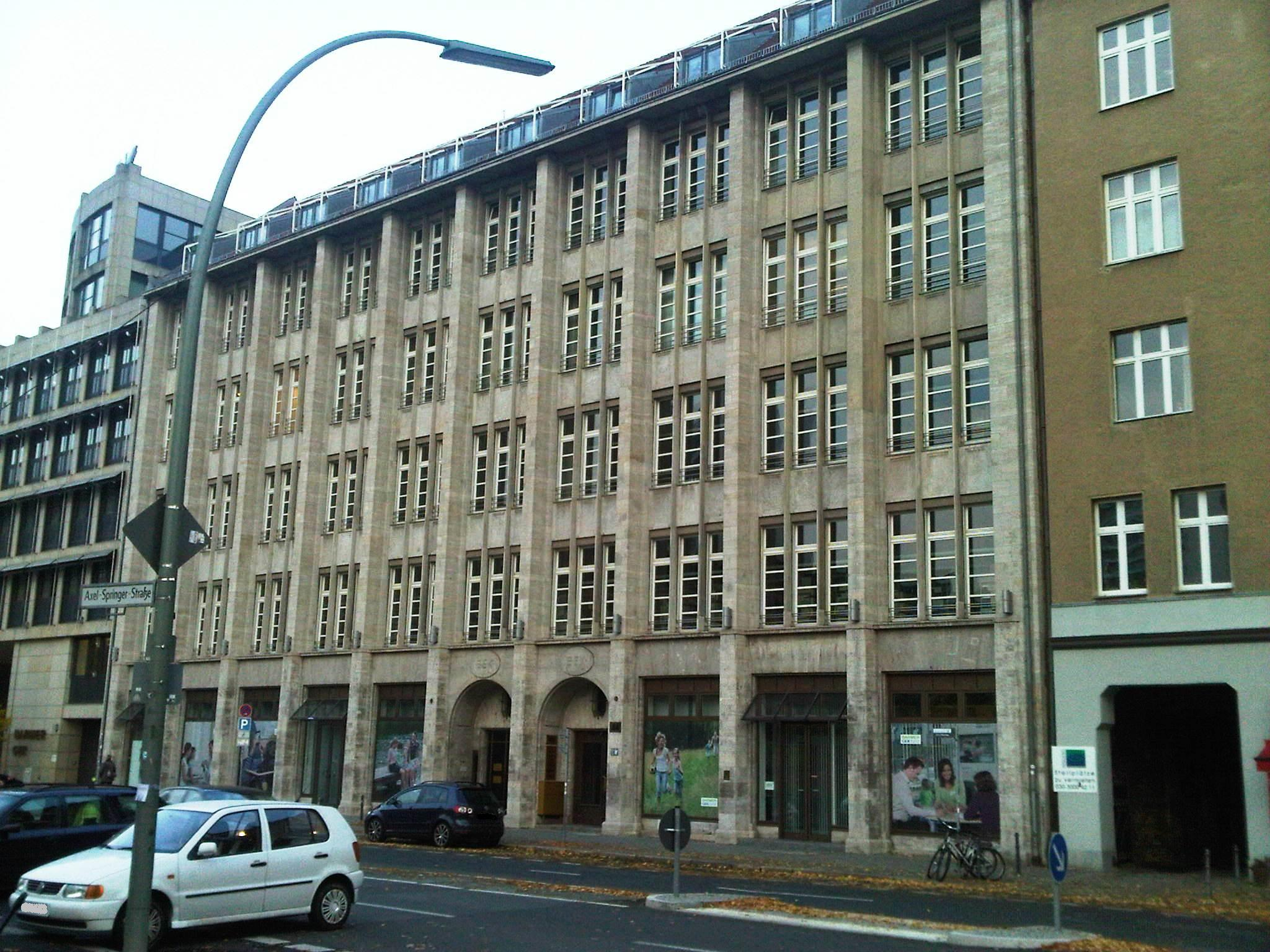
Sitz der Barmer Ersatzkasse in Berlin-Kreuzberg

### Finanzen
Das für das Jahr 2021 waren die größten Ausgabenposten Krankenhäuser mit 11 Mrd. Euro, ärztliche Leistungen mit 6 Mrd. Euro sowie der Arzneimittelbereich mit 6,5 Mrd. Euro.
2024 beträgt der Beitragssatz 16,79 % inklusive 2,19 % Zusatzbeitrag.
Ab Januar 2025 beträgt der kassenindividuelle Zusatzbeitrag 3,29 %.

### Organe
Der Vorstand der Barmer besteht aus drei Mitgliedern. Der Verwaltungsrat als Selbstverwaltung für die Mitglieder besteht aus 30 Mitgliedervertretern.

### Niederlassungen

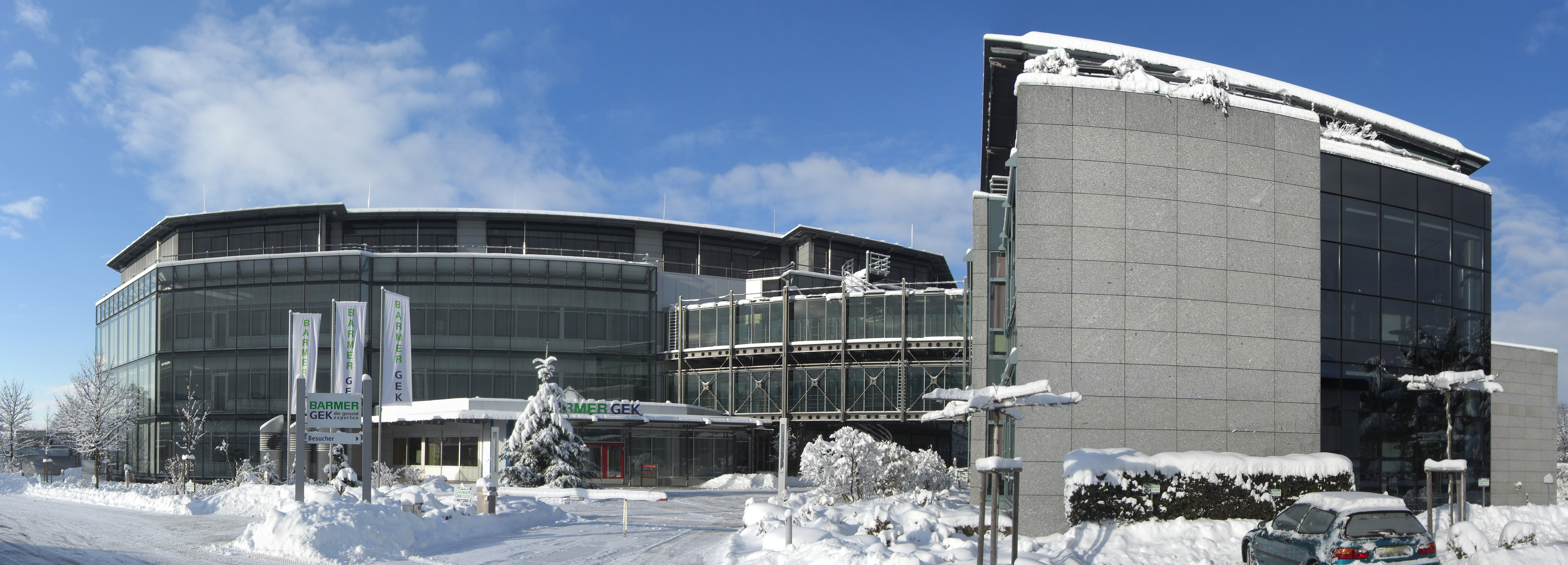
Verwaltungssitz der Barmer in Schwäbisch Gmünd

Der Sitz der einstigen Berliner Hauptverwaltung ist der heutige (2018) Unternehmenssitz der Barmer. Die zwei Hauptverwaltungen der Barmer liegen (2018) in Wuppertal-Barmen und Schwäbisch Gmünd. Die Barmer unterhält 13 Ländervertretungen, die jeweils für ein oder zwei Länder verantwortlich sind. Außerdem gibt es mehrere hundert (Jahr 2018) Geschäftsstellen.

### Berichtswesen
Mit speziellen Berichten will die Barmer seit 2017 das Gesundheitswesen in Deutschland gestalten, wobei die Praxisorientierung der Forschungsaktivitäten wichtiges Anliegen sind. Es gibt jährliche Reports (Arzneimittel, ambulante Versorgung, Heil- und Hilfsmittel, Krankenhausversorgung, Pflegeleistung) und wissenschaftliche Untersuchungen zu den zentralen deutschen Gesundheitsthemen.

## IT-Kooperation
Zur weiteren Entwicklung der IT und zur Nutzung von Synergie-Effekten hat sich die Barmer im Jahr 2006 im Bereich des IT-Service mit der AOK Berlin, AOK Brandenburg, AOK Mecklenburg-Vorpommern, AOK Rheinland/Hamburg, AOK Sachsen-Anhalt, AOK Schleswig-Holstein und der AOK Westfalen-Lippe zu einer Arbeitsgemeinschaft in der Rechtsform einer Gesellschaft bürgerlichen Rechts zusammengeschlossen, der GKV Informatik (GKVI). Weitere IT-Bereiche wie Anwendungsentwicklung, Spezifikation und Test sind bei den jeweiligen Kassen verblieben. Zum 31. Dezember 2024 verließen die Gesellschafter Barmer Ersatzkasse und Hanseatische Krankenkasse aus strategischen Gründen die GKV Informatik.